# セクアルス
セクアルス（伊: Sequals）は、イタリア共和国フリウリ＝ヴェネツィア・ジュリア州ポルデノーネ県にある、人口約2,200人の基礎自治体（コムーネ）。

## 地理

### 位置・広がり

#### 隣接コムーネ
隣接するコムーネは以下の通り。
- アルバ
- カヴァッソ・ヌオーヴォ
- メドゥーノ
- ピンツァーノ・アル・タリアメント
- スピリンベルゴ
- トラヴェージオ

### 気候分類・地震分類
セクアルスにおけるイタリアの気候分類 (it) および度日は、zona E, 2712 GGである。
また、イタリアの地震リスク階級 (it) では、zona 2 (sismicità media) に分類される。

## 姉妹都市
- リーパ・テアティーナ、イタリア